# Leptodoras acipenserinus
Leptodoras acipenserinus är en fiskart som först beskrevs av Günther, 1868.  Leptodoras acipenserinus ingår i släktet Leptodoras och familjen Doradidae. Inga underarter finns listade i Catalogue of Life.